# Ургантуй
Ургантуй — деревня в Черемховском районе Иркутской области России. Входит в состав Онотского муниципального образования.

## География
Находится примерно в 79 км к юго-западу от районного центра.

## Происхождение названия
Название Ургантуй происходит от бурятского үргэ(н) — широкий, расширенный.

## Население
| 2002 | 2010 | 2011 | 2012 |
| ---- | ---- | ---- | ---- |
| 28   | ↘20  | →20  | →20  |